# Berggelbkehlchen
Das Berggelbkehlchen (Geothlypis nelsoni) auch Nelsongelbkehlchen ist ein kleiner Singvogel aus der Gattung der Gelbkehlchen (Geothlypis) in der Familie der Waldsänger (Parulidae). Verbreitet ist es in Mexiko. Die IUCN listet die Art als „nicht gefährdet“ (least concern).

## Merkmale
Berggelbkehlchen erreichen eine Körperlänge von 13 Zentimetern und wiegen 10,1 bis 11,8 Gramm. Die Flügellänge beträgt beim Männchen 5,2 bis 6,1 Zentimeter, beim Weibchen 5,2 bis 5,7 Zentimeter. Adulte männliche Berggelbkehlchen der Nominatform tragen eine auffallende schwarze Gesichtsmaske und einen mittelgrauen angrenzenden Stirnkronenstreifen, der bis zu den Nackenseiten und den Ohrendecken reicht. Das Kronen-, Nacken-, Nackenseiten- sowie Oberseitengefieder ist dumpf oliv; die Schwanzfedern etwas matter oliv. Die Flügel sind braun mit oliven Federrändern. Das Unterseitengefieder ist gelb mit verwaschenen oliven Flanken. Adulte Weibchen haben ein olives Kronen-, Kopfseiten- und Oberseitengefieder und einen mittelgrauen Superciliarstreifen sowie einen blassoliven Augenring.

## Vorkommen, Ernährung und Fortpflanzung
Berggelbkehlchen sind in Mexiko endemisch. Sie bewohnen auf Hochländern dichtes Gestrüpp und Buschwerk in Höhen von 1800 bis 3100 Metern und ernähren sich überwiegend von Insekten und weiteren Wirbellosen, die sie in den unteren Bereichen der Vegetation aufstöbern. Über die Brutperiode, Nestbau sowie Bebrütungs- und Nestlingszeit sind keine Details bekannt. Gesichtet wurden vom Mai bis Juli adulte Männchen mit Futter im Schnabel. Vermutlich legen sie wie andere Gelbkehlchenarten ein tiefes, napfförmiges Nest an.

## Unterarten und Verbreitung
Es gibt zwei anerkannte Unterarten:

Verbreitungsgebiet des Berggelbkehlchens (grün)

- Geothlypis n. nelsoni Richmond, 1900 – Entlang des Gebirgszuges Sierra Madre Oriental von Coahuila und Nuevo León bis nach Veracruz und Nordpuebla
- Geothlypis n. karlenae R. T. Moore, 1946 – Südpuebla bis West- und Zentraloaxaca